# Laguna Trinchera
La laguna Trinchera es un cuerpo de agua superficial ubicado en el Altiplano en la Provincia El Loa, Comuna de San Pedro de Atacama en la Región de Antofagasta, en el norte de Chile.

## Ubicación y descripción
Está ubicada al sur del salar de Quisquiro. Su cuenca tiene 59 km² de drenaje.

## Hidrología
La laguna es el nivel de equilibrio de una cuenca endorreica. El SERNAGEOMIN la describe como:
Laguna andina sulfatada consistente en pequeñas depresiones con agua salada y con notorias variaciones estacionales de la superficie. Originalmente definido y descrito como un solo sistema salino junto con Laguna Chivato Muerto. Adicionalmente fueron considerados como subcuencas del Salar de Loyoques o Quisquiro según Risacher et al. (1999).